# Дипалладийпентаиттрий
Дипалладийпентаиттрий — бинарное неорганическое соединение, интерметаллид
палладия и иттрия
с формулой Y5Pd2,
кристаллы.

## Получение
- Сплавление стехиометрических количеств чистых веществ:

{\displaystyle {\mathsf {2Pd+5Y\ {\xrightarrow {915^{o}C}}\ Y_{5}Pd_{2}}}}

## Физические свойства
Дипалладийпентаиттрий образует кристаллы
кубической сингонии,
пространственная группа F d3m,
параметры ячейки a = 1,3625 нм, Z = 16,
структура типа дипалладийпентадиспрозия Dy5Pd2
.
Есть данные о тетрагональной решетке с параметрами
a = 0,961 нм, c = 1,36 нм, Z = 8
.
Соединение конгруэнтно плавится при температуре 915 °C.